# تودا منگو
تودا منگو (مغولی: Тодмөнх/Todmönkh or Tudamönkh; unknown date – 1287) خان از گروه اردوی زرین، بخشی از امپراتوری مغول از ۱۲۸۰ تا ۱۲۸۷ بود.